# わちふぃーるど
わちふぃーるど（Wachifield）は、
- 池田あきこが創作するファンタジー小説や絵本の舞台である架空の国の名称。
- 革工房・キャラクター商品を企画・製造・販売する企業。池田あきこが1976年に設立。1986年に法人化。
- 池田あきこのキャラクターを扱う雑貨専門店の名。1984年、自由が丘に第1号店を開業した。

そもそもの由来は革工房の名であり、架空の国・雑貨専門店の名はそこから派生したものである。
2014年7月時点で関連書籍の累計発行部数は300万部を記録している。

## 架空の世界
その昔、人間界の地球（わちふぃーるどでは「アルス」と呼ばれる）と「わちふぃーるど」は、ひとつの大きな世界「アビルトーク」を成していた。
しかし、わちふぃーるどを治める雪の神は他の神と仲違いし、わちふぃーるどを氷と霧で外の世界と切り離した。
その後アビルトークは神々と巨人の戦いで滅び地球（アルス）と名を変え、独立したわちふぃーるどは、動物や妖精、魔族、風などがゆったりと暮らす世界となった（人間はいない）。

### この世界のお話
話の運びとしては「Dayan in Wachifield」の小説シリーズが主軸となっている。
そこからの横の繋がりで、様々な絵本やコミック・画集・料理ブックなどではダヤンたちの日常やわちふぃーるどの行事などが描かれている。
以下に書籍の一覧を記載する（作者・池田あきこの紀行やエッセイ、絵画教室本などは除く）。

#### 小説 -Dayan in Wahifierd-
- ダヤン、わちふぃーるどへ
- ダヤンとジタン
- ダヤンと時の魔法
- ダヤンとタシルの王子
- ダヤンとハロウィーンの戦い
- ダヤンと王の塔
- ダヤン、タシルに帰る
- ダヤン、クラヤミの国へ
- ダヤンと恐竜のたまご
- ダヤン、奇妙な夢をみる
- ダヤンと霧の竜

#### 絵本
- ダヤンのたんじょうび
- イワン、はじめてのたび
- マーシィとおとうさん
- マージョリーノエルがやってきた
- 魔女がひろった赤ん坊
- ダヤンのおいしいゆめ
- チビクロ・パーティ
- なまずの駄菓子屋
- ヨールカの白いお客さん
- ダヤン、ふたたび赤ちゃんになる
- 猫の島のなまけものの木
- 雨の木曜パーティ
- ダヤンと風こぞう
- ダヤンのフールスディ
- ダヤン、シームはどこ
- ダヤンの小さなおはなし
- ダヤンの不思議な毎日
- ダヤンとおかしな仲間たち
- ダヤンと銀の道
- ダヤンと時の流れ星
- ダヤンと夢の約束
- ダヤンとパリのこねこ会議
- ダヤンの絵本 森の音を聞いてごらん

#### 画集
- わちふぃーるどの祭り詩
- タシールエニット博物館[3]
- サウス風物詩
- タシルの街とフォーンの森

#### 漫画
- トリポカの謎

#### 図鑑
- わちふぃーるど大図鑑
- 新・わちふぃーるど大図鑑

#### その他
- ダヤンのミステリー・クッキング
- ダヤンのクリスマスまでの12日
- ダヤンのカントリーダイアリー
- おかしな国のお菓子の本
- ダヤンの赤ちゃん日記
- ダヤンのスープ読本
- ダヤンカフェ
- 12の月の物語
- 扉の向こう側
- 四季の絵ばなし
- ダヤンのクリスマスブック

### キャラクター
声優は、ドラマCD版「わちふぃーるど物語 ダヤンのおいしいゆめ」（1994年） / アニメ版の順。声優名が1人だけの記載の場合はアニメ版のみ。
ダヤン
声 - 篠倉伸子 / 島本須美
この世界を舞台とするお話の中心キャラクター（主人公）であり、グッズでも中心の存在として描かれている。
ヨールカの雪の魔法によってアルスからやって来た猫。何を考えているか分からない、不思議な金色の瞳は様々な者を惹きつける。性格は猫らしく気まぐれ・気ままで時にそっけないこともあるが、優しい好人物でもある。思いやりのある純粋な心を持っており、どんなに冷たく凍てついた心も溶かしてしまう。街では一番の人気者。
事件や不思議な出来事に巻き込まれやすい体質。わちふぃーるどの様々な行事を体験したり、ふとしたきっかけで冒険に出たり、毎日楽しく過ごしている。
料理好きで、結構料理上手。負けず嫌いで騙されやすい。友達思い。楽しむ事に関しては天才的。
7月7日の11時生まれ。オス。実はアビルトーク崩壊の時にある出来事があり、彼の出生は誰もが待ち望んだ特別なものであった。アルスにいた頃も、虫といったものに興味を持っていた弟達と違って、風や雲といった自然物に興味を持ったり、兄弟たちと迷子になったときに、弟達には見えない不思議な月の光に導かれ、家に帰る事ができた、といった不思議な力があった。
ジタン
声 - 高山みなみ / 平山笑美
全てが謎に包まれている、不思議な黒い猫。10月10日生まれ。オス。賢くて判断力があり、タシル一の物知り。町の皆から頼られる存在だが、誰も彼の素性を知らないという。サーカス団・マージョリーノエルの一員で、ヴァイオリンなど楽器を演奏するのと一輪車に乗るのが得意。(ただし著者曰く、自分の声で歌うことだけは苦手だそうである。)
来たばかりで何も分からないダヤンを優しく導き、沢山のことを教えてくれた。その後も様々な場面でダヤンを救い、守ってくれている。
ダヤンがわちふぃーるどに来た際、「君が生まれる前からずっと君を待っていた」と言った。彼が辿ってきた経緯はとても特殊なものである。また、この世界の物語の中では、ジタンは（ある意味）二人存在する。
実はアルスとわちふぃーるどが一つだった頃、タシルの王子であった。あるきっかけで半不死というような体になり、今日まで歳を取らずに生きていた。
マーシィ・メイプル
声 - 玉川紗己子 / 竹達彩奈（第2期・第3期）、上原あかり（第4期）、降幡愛（劇場版）
心優しいウサギ。3月14日生まれ。メス。タシルの仕立て屋兼洗濯屋「テイラー・メイプル」の長女。
ダヤンとすぐに友達になった。ダヤンと共に父とトリポカを探す旅に出たこともある。
おしゃれで世話焼きでしっかり者。父親が好き。
父はオットー、母はメイム、妹はトーニー・シール・パッシィ（三つ子）、弟はシーム。
イワン
声 - 大塚明夫 / 小田敏充
酒飲みだが気のいい、きこりのワニ。4月1日生まれ。オス。アルスのオキスタルヌ動物園で生まれ、シュービルに連れられて月を通ってわちふぃーるどへやって来た。その際目方をはかるために、シュービルにお腹をはさまれた恐怖が忘れられないのか、シュービルが苦手である。
ダヤンとすぐに友達になった。ヨールカの扉を開けて飛び降りたダヤンを抱きとめたのも彼である。
森と友達で、木の気持ちが分かる。気は優しくて力持ちタイプ。イワシのサンドイッチが好き。
バニラ
声 - 郁原ゆう（第1期）、福山瑠奈（第3期）
ジタンの妹の小さな白猫。アビルトーク時代には王女であった。時の扉をくぐり、現在のタシルにやってきて兄と再会した。
心優しく、誰にでも分け隔てなく接する。その優しさにはキマイラも心を溶かした。
シーム・メイプル
声  - 宮本琴未（第1期）、高田菜々美（第3期）
マーシィの末の弟でメイプル家の長男。生まれてすぐに父親のオットーがいなくなってしまったので、完全なお姉ちゃんっ子である。
メイプル家の中で唯一、父オットーの血を受け継いでるのか、冒険好きで、アラル海の海賊になろうと一人でトロル川を下った事もある。アルスに憧れていて、いつかアルスに行く事を夢見ている。その為アルスからやって来たダヤンをとても尊敬し、心から慕っている。
メイム・メイプル
マーシィの母。「テイラー・メイプル」を一人で切り盛りする働き者のお母さん。アビルトーク時代からタシルに住んでいる耳長族の生まれ。タシルの食べ物貯蔵係を引き継いでいる。
オットー・メイプル
マーシィの父。月ウサギ族の生まれのためか、気ままで自由翻弄な性格。おまけに山っ気があり、一攫千金を夢見てしょっちゅう旅に出てしまう冒険家。しかし、家族の事はちゃんと愛している。ちなみに、かなりの音痴。
月のおばさん（マダム・ムーン）
声 - 柚木尚子
マーシィの伯母でオットーの姉。月ウサギ一族。本名は不明(長編小説ではとても長い名前であったそうである)。
小さい時から既に手の付けられないフラッパーな性格で、父親からも「いっそ月にでも行って暮らせばいい」と言われた程。
そして若い頃にタシールエニット博物館に陳列されていた空飛ぶほうきを盗み出して月へ渡り、そのまま月を自分のものにしてしまった(長編小説の設定では自分の名前をつたって月まで登って行ったそうである)。
一人ぼっちなんて平気なおばさんは、神出鬼没でいたずら好き。時々月に乗って地上へやって来ては、気まぐれにダヤン達を助けている。
ちなみにこの月は食べる事もでき、おばさんはよくちぎって丸めて団子にしたり、揚げてフリッターにしたりしている。いくらちぎって食べても月は丸々と膨れていくので、月そのものが無くなる心配はない。
三人の魔女
声 - ニーコ
カシガリ山に住んでいる、魔女の三姉妹。長女はタイム・ダズポンド・オータム、次女はジンジャー・ジグル・フウサ、三女はピクルス・クレイハット。
いつも何かしら事件を引き起こすトラブルメイカーで、タシルの住民からは敬遠されているが、タシルの住民たちは何か困った事があると、貢ぎ物を持って彼女達のもとを訪れる。
大魔女セには大きな尊敬を抱いている。
ダヤンの誕生日を見つけてくれたが、毎年ダヤンを赤ちゃん猫にして遊んでいる。
タイムは箒の操縦が上手く、遠眼鏡の占いが得意。ジンジャーはタロット・トランプのカード占いが得意で情け深い性格。
ピクルスは毒薬作りと大鍋のあぶく占いが得意な、気が利く割にはそそっかしい面がある。カシガリ山の収穫祭に赤いスカーフとスカートでエルフに化けて、祭りに参加したことがある。(その時にピクルスと気づかなかったイワンに惚れられた)
片目のカラス
声 - 山下公平
三人の魔女の城にある塔のてっぺんに住んでいる意地の悪いカラス。末魔女のピクルスのしもべで、光る物が好き。
マーシィの弟のシームを騙した事がある。
ウィリー
声 - かないみか / 谷口洋一
ダヤンの友達のネズミ。オス。わちふぃーるど生まれの為か、猫を全く怖がらない。マーシィたちと共に、魔女から猫に変身させてもらい、猫会議について行った事がある。猫の大将トアンと親しくなるが、途中で元に戻ってしまい、尻尾を短くされた。
会ったばかりの頃は、ダヤンは彼を食べてしまいたい衝動を何とか堪えており、彼と遊んだ後はネズミを模ったパンを作って代償として食べていた。
ティム
ウィリーのいとこのネズミ。
マーガおばさん
ウィリーの親戚のおばさん。昔アルという猫と一緒に住んでいた記憶が忘れられず、彼の為にセーターを編んでいる。
気難しい性格ではあるが、ダヤンの為にセーターを編んでくれた。
ジンジャークッキー
ウィリーが作った臆病なクッキー。オーブンで焼かれるのが怖くて逃げ出してしまった。
アル
昔マーガおばさんと一緒に暮らしていた猫。
屋根裏部屋で長靴を見つけて王様にしてもらってから、旅に出てしまった。
ウィザー・ローク
声 - 國分絢一郎（第1期）、新田恵海（劇場版）
ダヤンの友達の枯れ木。ダヤンが顔を描いてやったところ動き出した。ダヤンの家の門番をしている。お気に入りの青い帽子をいつも被っている。
恋心を寄せていたタンポポがリスに摘み取られるという悲劇を乗り越えて、現在二代目タンポポと恋愛中。
オルソンさん
タシル一のお金持ちのブタ。農場を開いている。タシルで食べる食材のほとんどはオルソンさんの農場で作ったもの。タマネギが大好物。
マープル・マフ
雑貨屋を経営している羊。噂話と編み物をするのが好き。
彼女の手作りのミトンは、店の人気商品。
ボギー
タシルの山奥でワインを作っている山イヌ。酒造メーカーも経営している。
タシルの街にあるワインはたいていボギーブランド。
カドリー
エバーストーンの森の奥に暮らしている気のいいトカゲ。
普段は目立たなくて大人しいが、なぜかパーティーが始まると必ず席に着いている。
ハビー
『ハビーのバー』というバーを経営している店長兼コックの馬。通称ハンサム・ハビー。ドライな性格。店はタシルの町の憩いの場でいつも繁盛している。(夜にはなにやら、怪しい客が溜まる賭博場になる)
ワーピィ・グーピィ
お酒の精。サウス出身だが、タシルの街にあるハビーの酒場の暗い酒ビンの間にも住んでいる。
クリスロ
ハビーの酒場によく来るイタチ。
ヒルダ
ハビーの酒場の常連のカメレオン。
ジャンキー・フランキー
ハビーの酒場の常連のオオカミ。オットーに黄金探しをそそのかした。
フーピィ
ダヤンの友達のキツネ。優しい性格で、ナマズのおばさんのために息子の声色を使って演技をしたことがある。彼のいとこと、マーシィのいとこ同士が異種族結婚をしている（わちふぃーるどでは、違う種族の生き物同士でも結婚はでき、更には子を作ることもできる）。
駄菓子屋のナマズおばさん
声 - 北垣内春香
大ナマズのおばさん。昔死んだ息子の生まれ変わりを探して駄菓子屋を営んでいた。おばさんの店で出すお菓子は、しみじみとして、忘れられない味がする。息子が生まれ変わるのを信じて、息子が好きだったお菓子を出していたため。フーピィの演技のおかげで、川に帰っていった。
11匹のリス
リスの11兄弟。両親と共にエバーストーンの森に住んでいる。
上からパスタ、パム、ワンダ、タミラ、ツイスト、ヤンク、チンク、キリコ、ディック、タフィット、マフィットという名前。末っ子のマフィットは特にやんちゃ。
トヴィ・シュービル
エルタシル郵便局の局長をしているコウノトリ。わちふぃーるどで唯一、月を通ってアルスとわちふぃーるどを自在に行き来できる存在。気難しい性格で、イワンは彼が苦手。
長老会の主要メンバーの一人。
ヘンリー・ギヴ
エルタシル郵便局の郵便配達員のアライグマ。無駄話とお母さんのお弁当が好き。ボーンとは良いコンビ。
ギヴのお母さん
物知りで頼りになるギヴのお母さん。毎日息子のギヴにお弁当を作って上げている。
ボーン
アルトス・セテの番人をしていたイグアナ。白骨化しているが生きていた時と変わりなく動ける。アビルトーク時代には肉体があったが、魔王とダヤンたちの闘いの中で身を焼かれ、骨だけとなる。セの魔法により、骨のまま蘇る。その後、1000年間も火のトリポカを守護し続けてきて、ダヤンと再会し、トリポカをすべて在るべき所へ返してダヤンたちと共に一度タシルにやってきた。ガルボットへ帰ろうとしたが、遭えなく道に迷ってしまい、ダヤンに発見されるまでダズポンドの周りをただただ回り続けていた。ギヴの紹介で、エルタシル郵便局の郵便配達員となった。
ドク
タシルで唯一のアナグマの医者。愛妻家。
エラ
ドクの奥さん。
チップ
ダヤンの影。年に一度の9月の満月の夜、影達が意志を持ち、自分達の持ち主から離れて自由に動き回って宴を行うチビクロ・パーティの日にダヤンと出会い、彼にチップと名付けてもらった。
現在数ある影達の中で名前をもらっているのはチップだけなので、とても満足している。
影の主のダヤンとは違い、生意気な性格。
仕切り屋ドードー
ファンブルレースの主催者で、水車小屋の水番。ナイアードにフルーツサラダをご馳走し、満月の晩だけ、ワシと翼を取り替えてもらい、空を飛ぶ事ができる様になった。保存食作りの名人でもある。
長老会の主要メンバーの一人。
ウィルソン
大フクロウ。独り者だが、息子が欲しいと常々思っており、ミソサザイとヘビをさらって来て、息子として育てている。長老会の主要メンバーの一人。
飛べないワシ
ナイアードの魔法によって、満月の晩だけ、ドードーと翼を取り替えていなければならない可哀想なワシ。
ウズラの子供
なぞなぞを話しかけるウズラの子。しつこく謎かけをした為、うるさがったハビーに鍋にぶち込まれ、パイにされてしまった。
これには謎解きは命取り、という教訓が入っている。
豆の王様
オルソンさんの農場の豆畑から生まれた。エドモント・ビスク・ギリオンジュニアという名前を持つ。自分の事を王様と思っていたが、オルソンさんの奥さんにシチューにされた。
ヤギ館長
タシールエニット博物館館長。とても物知り。
アナグマのおばさん
タシールエニット博物館の掃除係。
お弁当の幽霊
郵便配達のギヴに食べるのを忘れられて、腐ってしまったお弁当の幽霊。特に害はない。
バク
声 - 山寺宏一 / 狭川尚紀
他人の夢を食べて生きている動物。
一時期ダヤンの家に居候していて、彼の夢を食べていたが、アルスからやって来たダヤンの夢は特別な味がする様で、とても気に入っていた。
ところがそれ故に次第にダヤンに夢を見る事を強制する様になり、結局最後にはダヤンに追い出され、
現在はわちふぃーるどの遥か南にある楽園の様な南の島でのんびりと過ごしている。
物腰は穏やかで一見優しいがなかなかに図太く、嘘泣きで要求を通そうとしたことがある。
マージョリーノエルの団員たち
サーカス団の団員。わちふぃーるどの人気者。団長を始め、風の結び目やイコロイ、サラマンダーとサライダなどがいる。ジタンも団員の一人である。
- 団長

マージョリーノエルの団長の山猫。本名はサッテスピリェトガストラバーという長い名前で、普段は団長で通っている。
- 風の結び目

北風ボレアスとボアの娘。色とりどりな自分の衣装に風を結び付けていて、回転しながらほどくと風が舞い上がり、つむじ風に変わる。
- 小人のネロイと巨人のイコロイ

コンビの団員。イコロイは巨人族の末裔で、見上げるほど大きい。ネロイはよく、イコロイの肩にしがみついている。
- 火とかげのサラマンダーと火の小人サライダ

火を操れる火の一族出身。火山をなだめることができ、彼らがガルボット火山を制御できるので、マージョリーノエルの団員たちはガルボットのふもとで安心して暮らす事ができる。
ガイウス
トレジャーバレーの肉食恐竜。肉食だが、草食竜のザイルを愛した為、二度と肉を食わない事にし、ザイルと共にマージョリーノエルへ駆け落ちした。
ザイル
トレジャーバレーのステゴサウルスの女性。種族が違うガイウスと恋に落ち、親から結婚を許してもらえなかったので、ガイウスと駆け落ちした。
ペク
ケントスさんの懐中時計を拾った子ガラス。
七面鳥の車掌
サウスからカルトス・ボルクスまで繋がっているわちふぃーるど唯一の動力駆動の交通機関、タグポーポー鉄道の実権を握る七面鳥の車掌。カルトス・ボルクスのどちらにも顔がきく。
スリックさん
声 - 井田真仁
トロル川河口で貸しボート屋を営むアリクイ。性格は比較的、神経質な暗い塞ぎ屋。騒がしいのが大の苦手。ゆううつ一族のため息に憑りつかれた事がある。
猟犬ブルーノ
ダヤン同様、ヨールカの雪の魔法によってアルスからやって来た犬。生まれた国では、立派な猟犬だった。わちふぃーるどに来てから、誰にも命令してもらえなくなったので、すっかり戸惑っていたが、掃除屋さんになってからは元気を取り戻した。サウスに旅立って行ってからは、行方は誰も知らない。
アリクイの賭屋
サウスに住んでいる南方民族の代表的存在。スリックさんも同族である。
アリクイの靴屋
サウスのアリクイ族の血を引く商人。
売った靴がみんな自分の所に戻ってしまい苦労したが、原因が身につけているマーリンのマントであることが判明し、マントをタシールエニット博物館に預けてからは繁盛した。
マーリン
アリクイの靴屋のおじの魔法使い。けちで強欲な性格。
彼が編纂した「不思議大図鑑」にはアビルトークからの不思議にまつわるもの、事象などが載っており、彼の持ち物であったマーリンのマントは前述の理由で現在タシールエニット博物館に陳列されている。
フォーン
フォーンの森に住む妖精の代表的な一人。上半身が人間、下半身が羊かアルパカの様な動物、頭には羊の様な角が生え、角笛を携えている。
普段はフォーンの森に住んでいるが、時々タシルの街にやって来てハビーのバーで酒を飲んだり、メイフェアの祭りの際にタシルの住人達と歌い踊ったりしている。イワンに特に懐いている。
ファニィ
フォーンの森に住む妖精の代表的な一人で、大の悪戯好き。
風小僧
フォーンの森に住む妖精の一人で、誰彼構わず駆けっこ勝負を挑んでいたが、千里靴を履いていたダヤンに負かされ、つむじ風になった。
ロック鳥
4本の脚と3つの頭を持つ怪鳥。イースターの卵コンクールにダヤンが偶然手に入れた大きな卵の母親。ダヤンから卵を返してもらってから、恩を感じて、ダヤンとマーシィとオットーを助けたことがある。3つの首はそれぞれ違う意思があるためか、それぞれの首が何かと対立する。
ナイアード
トロル川の水辺に住むナイとアルという二つの人格を持つ妖精。
七人の小人
フォーンの森に住む精霊の一人で、うろのある大木に宿る。
星鳥
フォーンの森に住む鳥。
メイフラワーの精
春、月のきれいな夜に現れる花の精。
ドワーフ
古くからトール山に住んでいる小人族。鉱石掘りと刀剣・宝飾品を作る技術に長けている。
彼らの作る刀剣・宝飾品・工芸品には不思議な力が宿るとされ、巨人のヘプを繋ぐ為の「ヘプの鎖」も彼らが作ったもの。
ズースとスーズ
ドワーフの双子の兄弟。カルトス・ボルクスの矛と盾を作った。
ミュート
わちふぃーるどの西の端にある「ミュートの地」という窪地に住んでいる不思議な生き物。
みんな同じ顔で、性別・年齢の区別がつかない。
アローラ
浮島バルバーニに住む住人で、全員が王様。
風を操る船乗りで、物事を前向きに考える陽気者。昔はタシルに住んでいた。
ドゥーフ
あべこべあの森でレストランを経営しているコウモリ。
トアン
猫会議の大将。いばりんぼうだが世話好きで、また珍しいものも大好き。
イワンは一度猫会議に行きたがり、三人の魔女に頼んで猫の姿にしてもらったが、
どう見ても猫とワニを掛け合わせた様な風貌となり、珍しいものが好きな彼は猫になったイワンを大変気に入った。
グレイ
猫買いに見つからない様に、身も心も灰色の猫。昔母親がアルスの猫屋に捕まったという悲しい過去を持つ。
ライオン三兄弟バウ・ワウ・ボウ
アルトス・セテの近くにあるジャングル・ボウボウに住むライオンの三兄弟。兄弟共に陽気な性格で、友と認識した者には快く接してくれる。
トロピカルジュースをこよなく愛飲している。
ピノキオ
声 - 柳橋なつみ
ダヤンが読んでいた絵本から飛び出して来た。足を折ってしまい、イワンに直してもらったが、絵本の中へ帰っていった。しかしその後も度々絵本の中から出て来ているらしい。
ショコラ
「ダヤンとパリのこねこ会議」で登場した子猫。毛色が黒ということを除けば、バニラと瓜二つ。最初はお互い警戒したが、バニラと仲良くなる。
ゴート
カシガリ山の岩肌に住む悪者のヤギ。シープの兄弟。
シープ
カシガリ山に住むヒツジ。ゴートと兄弟で、いつも二人で悪事を計画している。
スカンク一家
サウスの街に住むヤマ師で詐欺師のスカンクの一家だが、どこか憎めない。
シーボーズ
アラル海に住む怪物。タライの船に乗っていたシームを飲み込もうとしたが、マストが口につっかえて閉じなくなってしまい、結果、シームに宝物をやるという約束で、マストを外してもらい、宝を巻き上げられた。
ドラゴン
ドラゴン・ベイにあるドラゴン島に住んでいる。性格は凶暴で、くしゃみで風を起こす事ができる。
リーマちゃん
声 - 押谷芽衣 / 倉木麻衣（第1期・友情出演）、長谷川歩美（第1期・第24話）、鈴木綾華（第2期）
アルスでダヤンを飼っていた女の子。いなくなったダヤンの身を案じていたが、祖母からわちふぃーるどの事やダヤンの無事を聞いて一安心した。セの助けでわちふぃーるどに行って、ダヤンと再会した事もある。
ダヤンが生まれた時に稲妻からダヤンの名を聞き取り、ダヤンという名を与えた。
ジョン・ケントス
リーマちゃんの父親。リーベントヒルの銀行に勤めている。時間を確認するのが癖で、ダヤンが生まれた時の時間を計った。その時に使った彼の懐中時計はなぜか、ダヤンがわちふぃーるどに来た時に一緒に来てしまった。その後子ガラスのペクに拾われ、現在はタシールエニット博物館の陳列物となっており、「1年ニ10秒シカ動カナイガ正確」と書かれている。
その懐中時計を操作すると、毎度というわけではないが不思議な事が起こるらしい。
サラ
リーマちゃんの母親。ダヤンの母を最初オス猫と思い、トムと言う名をつけた。
トム
ダヤンの母親の三毛猫。ジュダとカシスを守ろうとして、交通事故で死んでしまう。
ジュダ&カシス
ダヤンの弟たち。アルスにいる。
ブーフ
ジョンとサラがダヤンと離れ離れになって悲しんでるリーマちゃんのためにクリスマスに贈ったテリアの子犬。リーマちゃんと一緒にわちふぃーるどへ行った際に、わちふぃーるどが気に入って、そのまま残る事にした。シームと仲良し。
ガンプ
フォーンの森に生えている樹齢5000年以上の老木。その枝で作られた笛は「ガンプの笛」と呼ばれ、小話を奏でてくれる。
ガンプの笛はタシールエニット博物館に陳列されている。
ドーム
ダヤンがシームに話してあげた暗い森に住むという怪物で、角が生えているとされているが正体は不明。
ドームの角はドームの話を聞かされた子供達が拾ってきたもので、タシールエニット博物館に陳列されている。
大猫グラン
伝説の猫と言われていて、アビルトーク時代のタシル王国の王で、ジタンとバニラの父。天の川で悪さをしていた大サソリを星屑のサーベルで斬り付け、退治した事もある。
トラ
バニラの乳母のメス猫。田舎訛りで話す。
ゴールドネイル
「黄金の爪」の異名を持つ伝説にして一流のギャンブラー。
実は詐欺師の嘘で、ダヤンは「お前にはゴールドネイルの血が流れている」とそそのかされ、騙されてしまった。
リト・アンジェラス
アルスのスペイン生まれのヤギ。
わちふぃーるどに感謝と贈り物の日を伝えた。
牝牛のステア
男神バレンタインに恋をした牝牛。
天高くまで駆け上がって彼に自らの想いを伝えたが、結局その想いは届かず、天空の神々の怒りに触れ、その身を滅ぼされてしまった。
彼女が眠ると言われている丘は「バレンタインの丘」と呼ばれ、恋人達がその丘で愛を誓い合えば、その恋や愛は叶うとされている。
バレンタイン
牝牛のステアが恋をした美男の神。
風の王
フォーンの森のエルフたちの王。退屈の虫に取り付かれ、イモムシのような体になっていたが、ダヤンによって元の姿に戻れた。
ジタンやセと同様、アビルトーク時代から生きていて、ジタンの父・大猫グランとも友達であった。
ダンス
エルフの仲間のピクシーの出。踊りが好きでアガリコのシンとは親友。
アガリコのシン
アガリコという木から生まれたエルフの一族。こぶのある体の大男だが気は優しい。ダンスと共にダヤンがアビルトーク時代にタイムスリップした時に最初に友達になった人物。
シノア
風の王の甥。気難しい性格。
グー
死の森の地面の下に住むモグラ。悲しみを鼻で嗅ぎ分ける事ができる。バニラを助けた。
魔女ボム
若手の魔女。死の森の魔王に姉達と共に鍋にされそうになり逃げ出した。姉達を助けるため、ダヤンに協力する。
トール
トール山に住む雷神で、風を司る。
北風ボレアス
ボアの夫で、マージョリーノエルの団員である風の結び目の父親。
ボア
北風ボレアスの妻で、マージョリーノエルの団員である風の結び目の母親。
絵を描くのが大好きで、空一面に美しい彩色を施す。
死の森の魔王
死の森の奥深くにそびえ立つ暗い城に住んでいる、誰からも恐れられている存在。大蛇バジリスクやキマイラなどを手下に連れている。手下に命じて連れ去って来た影を奴隷としているが、その影にチョコレートソースをたっぷりかけた「影達のチョコレート菓子」が大好物。
キマイラ
魔王の使い魔の一つ目小僧。七変化という、どんなものにでも化けられる変身能力が唯一の特技。最初は魔王の地位を狙っていたが、バニラと出会ったことで、バニラの守護神になりたいと思い出した。
バジリスク
魔王の使い魔の大蛇。自身の頭に獲物の目玉を取り付ける趣味があり、その目玉は「バジリスクの王冠」と呼ばれ、バジリスクの頭と同化して四方八方見渡せる第三の目になっている。キマイラ同様、魔王の地位を狙っている。
タシルにジダンをさらいに行こうとしたが、ジダンの計画とダヤンやタシルの仲間たちによって、アルスから運んできた針樅林の下敷きになって倒された。
目
魔王が影をさらう為に遣わした巨大な目だけの怪物。多くの影をさらったが、海上で竜巻に変わってしまい、一部の影達は脱出する事ができた。
セプタ
魔王の使い魔の巨大な年寄りのメス蜘蛛。死の森から出て行きたがっている魔物たちの中で、唯一、死の森を気に入っている存在。自分とつりあえるような結婚相手を探していて、魔王の命で、タシルに行く途中に出会ったサンドの大サソリに惚れて、結婚を申し込もうとしたが、結局叶わず、そのまま魔王の使い魔をやめてしまった。
ノエル
魔王の手下の一人。ボーンフルートという骨で作った笛の音色で、死の森に入り込んだ動物を催眠状態にして捕まえる役目をしている。
ガム
魔王の手下の下働き。カラスのような嘴を持ち、頭が剥げ欠けているのが悩みの種。
赤鼻
魔王の城の牢番。魔物ながら性格は穏やかで酒好き。
悪
太陽の誕生日が終わった後に始まる「十二夜」に地上に出てくる得体の知れない怪物。
イボンヌ
夢の怪物の大将格。ガイやゾークの他にも大勢の怪物を率いて悪夢に出没する。
ガイ
ダヤンがバクと住んでいた頃、ダヤンの悪夢に出てきた怪物。
ゾーク
イボンヌやガイと同様、悪夢に出てくる怪物。
ヘプ
昔、神々との戦いに敗れ、わちふぃーるどに逃げ込んだ巨人で、かなりの力持ち。
しかし、死の森の魔王に捕えられ、魔王が彼を繋ぐ為にドワーフに作らせた特別な鎖によって繋ぎ止められてしまった。ヘプは牢獄の中でその特別な力を持つ鎖と悪戦苦闘をした後、ようやく魔王の城から逃げ出す事ができた。しかし鎖の方は地団駄を踏んで悔しがり、それ以来その鎖は「ヘプの鎖」と呼ばれ、誰彼構わず巻き付こうとするので、看守からも大変嫌がられている。
セ
伝説の大魔女と言われている。カシガリ山の魔女たちの先祖。アルスではベルという名前で、リーマちゃんのひいひいお婆ちゃん。アビルトーク時代から生きている。若い頃にバードという人間と恋に落ちたことがある。アルスで彼女が魔女と知っているのは、リーマちゃんだけ。
アルトス
昔わちふぃーるどを治めていた神。美しい女神セテの為に、黄金と宝石でできた「アルトス・セテ」という壮大な都を築き上げた。
セテ
絶世の美貌を持った女神。アルトスの妻。
タウリン
昔アルトス・セテにいたすこぶる大食いの貴族。扉ほどの大きさもある巨大な堅パンに様々な食べ物を乗せて食べており、それは「タウリンの敷きパン」と呼ばれている。
ベルヒト
トール神に仕える使途でわちふぃーるどの新年の女神。
トール山の地底深くにある黄泉の国の火窯の管理をしている。
新年及び十二夜にわちふぃーるどの家々の戸口に取り付けられるほうきは「ベルヒトのほうき」と呼ばれ、魔除けとして使われるだけではなく、見た目にも美しく、正月飾りの役割も果たしている。
セントニコラウス
雪の神ヨールカに仕える使途。普段は眠っているが、ヨールカの祭りの時期になると起きてきて、わちふぃーるど中にプレゼントを配る。
そのプレゼントは目には見えず、形のある物ではないが、それを受け取った者は喜びと楽しさで満ち溢れた気持ちになる。
雪狼&霜狼
雪の神を守護する二匹の狼。
実体は精霊であり、空間を自由に飛び回る事ができる。
雪の神ヨールカ
わちふぃーるどの守り神。遥か昔、アビルトーク崩壊の際にわちふぃーるどの国土を荒らされる事を恐れ、わちふぃーるどをアルスから切り離し、雪狼と霜狼に雪と氷のバリアを張らせて外界から閉じさせた後に長い眠りについた。その際に、わちふぃーるどを雪と氷だけの生きる物のいない地にしようとしたが、ダヤンの必死の説得で生きることの大切さを知り、考えを改めた。
サンドの大サソリ
雪の神ヨールカが死の森から悪が出てこない様に、死の森とタシルの間にある砂漠・サンドに放ったサソリの子孫。サンドへの侵入者は誰も許さないと、使命には忠実。背中に雪の神の使徒の印、雪の結晶型の斑紋があるのが特徴。
その他、様々な動物や妖精たちが多数いる。

### 地理
- タシル：わちふぃーるどの中央に位置する街。かつては城があったが、今は無い。タシールエニット博物館がある。
- カシガリ山：魔女の住む山。とても細長く、頂上まで行くには時間がかかる。
- エバーストーンの森：イワンが住んでいる森。
- キツネ森：キツネたちが住む森。賭け事などが行われている。
- リンゴ森：おいしいリンゴがなる森
- バレンタインの丘：男神バレンタインに恋して死んだ牝牛ステアが眠ると言われている丘。とても眺めが良い。
- フォルトの原っぱ：広々とした野原。マージョリーノエルのテントが立てられる。
- タンパの窪地：風と友達になれるらしい窪地。
- ダズポンド：よくダヤンが釣りに行く沼。
- トロル川：タシルの端を流れている川。
- タシル山：タシルの街にあるなだらかな山。ヨールカの扉はこの山頂で開かれる。
- 猫の島：年に一度の猫会議の日、猫たちが集まる島。
- リングリリパット：ゴブリンたちが住む村。村の周りにケシ花の畑があり、魔法の飴や花火や火薬などを作っている。
- フォーンの森：様々なイタズラ好きの妖精たちが住む森。迷いやすい。
- セイントロード：またの名を影食いの森。エルフの通り道で木々の枝が絡み合って、アーチのようになっている。森を出たところに月の樹が生えていて、その光に照らされてできた影は目を離すと逃げ出してしまう。
- 草の海：セイントロードを抜けたところにある銀色の草原。水のようになっていて、この草原を通るときは歩くのではなく、泳ぐようにして渡る。
- エルフの里：フォーンの森にある。エルフたちが住む里。
- あべこべあの森：ドゥーフのレストランがある。
- 浮島バルバーニ：空に浮いている島。
- トール山：雷神トールやドワーフたちが住む山。
- ニュサ山：肝取りユマが住む山。6月最後の週にニュサ山にかかった虹は、アルスに渡れる橋になる。
- トレジャーバレー：恐竜が住んでいる。雪の神がわちふぃーるどをアルスから切り放す時、偶然ダヤンとの記憶とが繋がってしまって作ってしまった土地。
- トレジャーリバー：トレジャーバレーから流れ出ている川。
- ドードーの島：トレジャーバレーの湖にあるドードーだけが住んでいる島。お菓子工場がある。
- 火の山ガルボット：火山。マージョリーノエルの本拠地がある。
- エカル湖：ガルボットの熱気とノースの冷気を同時に受けているため特殊な空気が立ち込める湖。
- サンド：タシルの北に広がる砂漠。大サソリが住んでいる。
- 死の森：魔王や魔物たちが閉じ込められている、陰湿な森。
- ドラゴン・ベイ：ドラゴンが眠っている島。
- ワンダの岩：人魚が集う岩。
- ノーストゥントリ山：ノースにある猫の頭の形をした氷の高山。地下では雪の神が眠っている。
- クラックケイヴ：ノーストゥントリ山の麓にある洞窟。内部は入り組んでいて、一度入ると外に出られないほど危険。細かく分かれた道のどれかはアルスに繋がっているらしい。
- ミュートの地：ミュートたちが住んでいる地。
- アルトス・セテ：かつて栄えていたが滅んでしまった都の遺跡。アルトス王が妻セテのために作ったという。宝物が眠っているらしい。
- ジャングル・ボウボウ：ライオン三兄弟が住むジャングル。
- ガッフルバウル川：ジャングル・ボウボウの間を流れる川。
- ツァム：サウスの二大都市のひとつ。商業の街。
- トムサン：サウスの二大都市のひとつ。水の都。
- カルトス・ボルクス：カルトスとボルクスという二つの民族がいつも争っている国。
- タグポーポー鉄道：サウスを横断する汽車鉄道。
- 南の島：暖かい島。バクが住んでいる
- 怪物領域：アラルの海にある、海のモンスターたちがいる領域。アルスからの侵入者を防ぐ。
- アラルの海：わちふぃーるどの東の海。
- アリオン海：わちふぃーるどの西の海。
- ダブダブオーシャン：わちふぃーるどの南の海。

### 作中に登場するアイテム
ケントスさんの懐中時計
ダヤンがわちふぃーるどに来たとき、アルスのリーベントヒル周辺の時空が乱れてリーマちゃんの父、ケントスさんが持っていた懐中時計がダヤンより少し遅れてわちふぃーるどにやってきた。タシルのモミの木の梢に引っかかっていたのを子ガラスのペグが拾ったのをタシールエニット博物館の館長が引き取り、陳列物になっていた。その後、ジタンの調べでダヤンに渡される。時計には『モチヌシ不明・1年間ニ10秒シカ動カナイガ正確』と書かれたシールが貼ってある。それはアルスとわちふぃーるどでは、1年間に300万秒の違いに過ぎないのだが、時を司るタイムが、それを正していくうち、時計の中に新たな時間の流れを作ってしまったらしい。今ではネジを巻くと、時間を後戻しする能力がついてしまった。この能力を使って、ダヤンは退屈の虫に憑かれた風の王を元の姿に戻した。
不思議大図鑑
時の扉を開く鍵
エルフのナイフ
時の宇宙を渡る翼

### 行事
- 1月7日 - 門付け行列

12日間の精進を終えた日に、独身の男性のみの行列が家々を回り、ドアに幸運の文字を書いて、お礼にソーセージなどをもらう。
- 1月15日 - タシルバーン

新年の行事の締めくくり。戸口に飾ったベルヒトの箒を燃やし、その中にゴブリンの作った特別の火薬を降りかけて、飛び散る火の粉を浴びて、新しい年の幸運と無病息心を願う。
- 2月14日 - セントバレンタインデー

男神に恋した牝牛のステアをしのび、思う相手に贈り物を贈って告白する日。
- 2月22日 - 猫の日・猫会議

アラルの海に浮かぶ猫の島で、年に一度、わちふぃーるど中の猫たちが集まって、島中をブラブラしたり、昼寝したりして、夕方にアラルの海に沈むお日様の光を自分たちの瞳に分けてもらう。
- 3月14日 - マーシィの誕生日
- 3月21日 - リングリリパット祭

タシルの西南にあるゴブリン達の村、リングリリパットで行なわれる祭りで、ゴブリンたちは鳥の形のパンを大量に焼き、空に放り投げる。放り投げたパンは本物の鳥に変わり、木々に留まって春の歌を歌う。
- 4月1日 - イワンの誕生日
- 桜が満開の夜 - ブロッサムナイト

俗に言う『花見』というもの。桜が満開になる夜に行なわれる。木の心が分かるイワンが、何時が桜の満開になる日かが、一番分かるので世話役をやっている。
- 春分の後の最初の満月の直後の日曜日 - イースター=復活祭

冬の死につぐ、春と自然の復活を意味する。卵つき・卵捜し・卵倒しなどが行なわれ、絵を描いた卵のコンテストで締めくくられる。
- 4月30日 - ワルプルギスの夜

悪霊が最後の力を振り絞って暴れ回るとされ、カシガリ山の魔女達にはハロウィーンと並んで、最も大事な祭りであり、魔女達は魔除けとされる奇数を避け、城のてっぺんに住む片目のカラスと2人ずつペアを組み、盛大に祝宴を行う。悪霊や魔族も祝宴に集って来るので、カシガリ山のふもとから見ると、カシガリ山全体に黒い霧か靄がかかっている様に見える。
一方タシルの住民達は霊の集う場所の十字路に火を焚き、鈴や角笛で賑やかに騒音を立てて悪霊を追い払う。
- 5月1日 - メイフェア・バニラの誕生日

タシルの広場に五月柱(メイポール)を立て、サンザシの花で飾られたモールの下で民衆が丸くなって踊りながら、誰が一番大きな足音を立てられるかを競う。また、頭に白樺の枝を角のように結び付けて、お互いの頭の枝にベーグルを投げ合って輪投げ遊びをする(輪投げベーグル競争)というゲームもある。元々は角と蹄のある動物が主役だったが、普通の動物でも頭に枝を付けて参加できる様になった。
- 6月22日頃 - 夏至祭り

タシルの広場に市が立ち、しょうがパン(ジンジャークッキー)やリンゴ飴などのお菓子や玩具などが振舞われる。夜には歌合戦が行なわれる。動物達は昼間、市で引いた太陽と月の絵札を持ち、太陽の絵札を引いた者は太陽を、月の絵札を引いた者は月を称えた歌を歌って競う。最後に太陽を励ます為、大きなかがり火を焚き、火の回りを踊り回る。
- 6月24日 - メイプル母さんの誕生日
- 7月7日 - ダヤンの誕生日
- 一番暑い日 - ファンブルレース

水番のドードーが開催する催し物。ドードーが隠した金色のくるみを捜す競争で、より多く集められたものに、ゴブリンの作った空飛ぶ気分になる飴が景品で送られる。
- 9月の満月の夜 - チビクロパーティー

年に一度、わちふぃーるどの動物達の影が実体を離れて、自由に遊び回ったり、好きなだけ食べ物や飲み物の影を飲み食いするパーティを開く。
- 10月10日 - ジタンの誕生日
- 10月31日 - ハロウィーン

季節の節目に死霊が降りて来ると信じられ、霊を弔う為にカボチャで作った提燈で迎え火を焚く。それから、8の字のパンや巻きパンなど、様々な供え物をしてもてなす。魔女達は死霊達から霊力を授かり、動物達もそのおすそ分けに授かろうと、魔女の仮想をする。
- 11月の第1週 - カシガリ山の収穫祭

山や野、森の神に感謝を込めた祭り。冬支度の準備を終えた11月に供物を仕立ててカシガリ山に登り、中腹の洞窟に納める。元々はカシガリ山の大魔女セへの供物でもあり、この時期ばかりはカシガリ山の3人の魔女達も収穫祭の時期が終わるまでは供物に手を出さない。今日も尚、タシルの動物達に慕われ続けられているセへの供物を兼ねている。
- 12月17日 - 12月25日 - ヨールカの祭り

わちふぃーるどの最大の祭り。遥か昔、アビルトーク時代にわちふぃーるどをアルスから切り放し、わちふぃーるどを滅亡から救った雪の神を称える祭り。最初の晩に雪の神とセントニコラウスは目を覚まし、その年最初の雪を降らせる。そして雪の魔法も目覚めて、ヨールカの扉が開き、アルスから動物が一匹わちふぃーるどへやって来る。
- 12月22日頃 - 星祭・冬至

この日は雪は降らず、星々と月祭りを祝福する。夏至祭りと同じ様に歌合戦が行なわれる。
- 12月24日 - ヨールカイヴ

俗に言う『クリスマスイヴ』。太陽を元気付ける象徴であるヨールカツリー(クリスマスツリー)を家の中に飾り、盛大な祝宴が行なわれ、歌い踊った後にヨールクラップと叫びながら各家に贈り物を投げ込む慣わし。夜が更ける頃、ノーストゥントリ山脈から雪狼と霜狼を従えて、セントニコラウスがやって来て、目に見えない贈り物を配る。この贈り物を貰った動物は、翌朝、何とも清々しい気分と希望で心を満たし、太陽の誕生日を迎える。
- 12月25日 - 太陽の誕生日

俗に言う『クリスマス』。動物たちは太陽の誕生を祝って、静かに過ごす。
- 12月26日 - 1月6日 - 十二夜

悪霊達が最も活発になる待ちに待っていた時期で、やりたい放題の悪さをする。この時期動物達は、戸口に魔除けのベルヒトの箒を打ち付け、なるべく外に出ない様にする。そして、四葉のパンを焼き、その際に4つの穴を利用して、地水火風の四大元素を表す小さなパンも一緒に作り、それぞれの方角に合わせて、家の4隅に置く。十二夜が明けた時には十二夜のアップルパイを焼いて食べる。
- 12月31日 - 年の交替

大晦日の夜にアリクイの様な姿をした時の精霊タイムが時計から抜け出して、アラル海へ向かい、年の交替の為の儀式を行う。その儀式はアラル海の海底で行われるので、どんな儀式が行われているかはタイム以外誰も知らない。その後、タイムはまた住処の時計へと帰って行く。しかしタイムの中にはその途中にうっかり行列からはぐれてしまう等の理由で時計に帰るのが遅くなる者もいるので、新年早々、時が狂ってしまう事もある様だ。

### わちふぃーるどとアルス（地球）を結ぶ道
わちふぃーるどとアルスは分かれた現在でも、元々一つであった証拠に、いくつかの行き来する方法がある。ただし、どれもかなりリスクがある為、行き来するのは容易ではない。
ヨールカの扉を通る
12月17日に雪の魔法によって開く扉。この扉を通り、毎年アルスから動物が一匹わちふぃーるどへやって来る。ダヤンもこの方法でわちふぃーるどへやって来た。ただし、アルスのどこに現われるのかは決まってなく、わちふぃーるどへの一方通行になる(さらに、人間以外の動物限定で人間は通る事はできない)。
月を抜ける
わちふぃーるどではヨールカの扉と同じく、一般的に知られている方法。ヨールカの扉と違って、月が出ていれば通る事ができ、さらに、わちふぃーるどとアルスのどちらからでも行き来する事ができる。ただし、この道を抜けると、月の光や、アルスとの時の流れの違いで、耳鳴りや圧迫感等でかなり重症の時差ボケが起こる為、大変危険。コウノトリのシュービルだけが自在に通る事のできる道(なぜ、シュービルだけが自在に通れるのかは不明)。イワンなどシュービルに連れられて月を通り、わちふぃーるどにやって来る特殊なケースもある。他にも、ダヤンも子猫の頃、月へ架かった道を渡って、わちふぃーるどへ行こうとしているカタツムリ達と連れ立って、わちふぃーるどへ行きかけた事がある。
クラックケイブの洞窟を通る
雪の神とセントニコラウスが眠るノーストゥントリ山の麓にある氷の洞窟。この洞窟はとても入り組んでいるが、その中の一つはアルスへと続いている。大魔女セはこの道でアルスへ行く事ができた。通る時には氷が時を吸収するため、月を抜ける時と違って時差ボケは起きない。だが、洞窟内は本当に入り組んだ迷路になっており、トレジャーバレーや死の森に通じる道もある為、通るのは容易ではない。ヨールカの扉と違って、わちふぃーるどからアルスへの一方通行となっている。
ニュサ山の虹を渡る
6月最後の週にニュサ山に架かった虹は、アルスに渡れる橋になるという言い伝えがある。ダヤンは子猫の頃、空に架かった虹の橋を渡ろうとして、弟のジュダとカシスと一緒に追いかけた事があるが、ニュサ山に架かったアルスへの虹の橋だったかも知れないという事がある。クラックケイブの洞窟と共にわちふぃーるどに伝わる言い伝えであり、今のところ、事実かどうかは分かっていない。
呪文によって行く
リーマちゃんがひいひいお婆ちゃんの大魔女セによってわちふぃーるどへ連れて行ってもらった方法。わちふぃーるど産の特別な魔法の粉で焼いたパンを食べるとわちふぃーるどへテレポートする事ができる。ただし、この方法は滞在期間が決まっている為、わちふぃーるどに住み着く事はできない(だが、長編小説ではこの設定はなく、リーマちゃんの飼い犬ブーフはわちふぃーるどに住み着く事ができた為、一番安全で確実な方法と考えられる)。

### わちふぃーるどの料理
「ダヤンのミステリー・クッキング」・「おかしな国のお菓子の本」・「ダヤンカフェ」など参照
ネズミパン
わちふぃーるどに来てから、ウィリーと友達となったので、ダヤンはネズミを食べるのをやめたが、本能を抑え切れなくなると、代用としてこのパンを焼いて食べる事にしている。味も本物のネズミみたいな味がするとの事。
ネコパン
ダヤンが作っているネズミパンを見て、マーシィが作ったチーズの入った猫型のパン。ダヤンは今度、ウィリーにもこのネコパンを食べさせてあげようと思っている。
イワシサンド
パンにイワシをまるごと挟んだイワンの大好物のサンドイッチ。
ボギー印のワイン
タシルで一番人気のお酒。山犬ボギーがタシルの山奥で作っている。お酒の精ワーピィ・グーピィの絵が描かれたラベルが目印。
トロルの藪のベリーベリータルト
メイプル母さんからダヤンが習ったタルト。ラズベリーとブルーベリーをふんだんに使って、ミントブーケを飾ってある。
子うさぎシュークリーム
毎年、オルソンさんの畑のキャベツをつまみ食いする子供達に、メイプル母さんがオルソンさんへのお詫びの品として持たせたシュークリーム。ウサギの耳に似せたイチゴを付けてある。
プチプチミントとふわふわラズベリーの冷たいゼリー
ダヤンとマーシィが、メイプル母さんの誕生日に作ったゼリー。
オレンジのうきうきスープ
黄金色のオレンジを絞って作るスープ。スープを飲んだダヤンとマーシィはうきうきとした気分になった。
マープルマフのレアチーズケーキ
マープルマフはチーズ作りが得意で、4月に作ったフレッシュチーズでメイプル母さんが作ったレアチーズケーキ。イワンへの誕生日プレゼント。
ワーピィ・グーピィのひと口チョコレート
収穫の秋にエバーストーンの森で拾った栗で作るチョコレートのお菓子。お酒の精ワーピィ・グーピィの形にするが、ちゃんとワーピィ・グーピィの姿を見た者はいないので、特に形は誰も気にしない。
チキンのワイン煮
材料を入れると、火がなくても料理が仕上がる鍋でジダンが作っていた大好物。
フレッシュ・プリザーブ
水番のドードーが初夏のイチゴで作った保存食。夏の間、これでアイスクリームやシェイクを作る。
ウズラの謎解きパイ
ちょっかいを出すウズラの子供を黙らせようと、ハビーが鍋に入れて作ったミートパイ。
トロピカルジュース
ライオン3兄弟の大好物。ジャングルボウボウの果物で作ったジュース。
ドードーのフルーツサラダ
仕切り屋ドードーの主食。水の精も気に入るほどの絶品な味。
フォーチュン・クッキー
タシルで赤ちゃんが生まれた時に作るお祝いのお菓子。中に入っている種の種類で幸運を占う。
行事の料理
リングリリパットのプチパイ
リングリリパット村で開かれる春のお茶会で出される料理。クロワッサンやきのこパイ、いちごパイとどれもとても小さいのが特徴。
イワンの炎のワイン
ブロッサムナイトの日にイワンが出すいちごのパンチと火をつけるワイン。
メイフェアの輪投げベーグル
メイフェアの祭りに出すパン。お互いに頭に付けた枝に向かってベーグルを投げ合うわ投げ遊び用にも使う。
しょうがぼうやのホットビスケット
夏至祭りの屋台で売られるお菓子。
リンゴ飴
しょうがぼうやのホットビスケットと並んで大人気のお菓子。
フィンガービスケット
チビクロパーティーへ行くチップのためにダヤンが作ったチョコレートビスケット。
収穫祭の舟形パン
収穫祭に出す豊作を祝うパン。パンの上にはトマトやパプリカ、ブロッコリーなどの野菜をたっぷりのせて焼く。
魔女の薬草スープとポットパイ
ハロウィーンの日に、魔女達が薬草と野菜を煮込んで作った鶏のスープに、パイ皮を被せて焼いたポットパイ。
太陽のミートパイ
12月25日、ヨールカのご馳走の一つ。7つの香辛料と、カシガリ山にしかない秘密の調味料を入れて作る太陽の形のミートパイ。
セのフルーツケーキ
ヨールカのご馳走の一つ。大魔女セも良く作っていたフルーツケーキ。
セントニコラウスのねじりパイ
ヨールカのご馳走の一つ。太陽のミートパイのパイ皮の残りで作る。
四つ葉のパン
十二夜が明けてから最初に食べる四葉のクローバーの形にくり貫いたパン。
四つの穴のパン
四つ葉のパンを作る際、穴をあけた時にでたパン生地で作る小さなパン。火・水・風・土の四大元素の神に捧げる。4つのパンはそれぞれの方角に合わせて、家の四隅に置く。火のパンにはガーリックをのせて、家の南側に置き、水のパンにはリンゴをのせて北へ、風のパンにはローズマリーをのせ西へ、土のパンにはラズベリーで東側へ置く。
十二夜のアップルパイ
十二夜が明けてからのご馳走。リンゴをたっぷり使って、パイ皮に星型の穴をあけて焼いたアップルパイ。
ヨールカのホワイトリースブラマンジェ
初雪が降り、ヨールカの扉が開いた翌日に、雪狼と霜狼に捧げるメレンゲのレースで飾った真っ白なブラマンジェ。
ゴースチのケーキ
カルトス・ボルクスでゴースチに選ばれた旅人が切り分けるバニラとチョコレートを使った、白黒のケーキ。
月の葉っぱと小枝のチョコレート
フォーンの森と影喰いの森の境にある月の樹の葉を結婚式で振り掛けると、月からの祝福が受けられると言い伝えられているので、バレンタインに葉っぱの形のチョコレートが付き物とされている。葉っぱにチョコレートを塗って、固めて剥がしたチョコレート。
猫会議のごちそうムース
猫の島で夕方後に食べるご馳走。ヨーヨーが作った海鮮風のゼリーとムース。
- 不思議な食べ物

リングリリパットの鳥のパン
リングリリパットのゴブリンが春を呼ぶ為に焼く鳥型のパン。歌を歌いながら空に投げると本物の鳥になり、その鳥が他の鳥を引き連れて森の木を目覚めさせる。
口つぐみのキイチゴジャム
春と夏の境目の晴れのち嵐の「魔女の快晴」の日に摘んだキイチゴで作ったジャムを食べると誰にも何も話したくなくなる。月のおばさんがダヤンにキイチゴ摘みを目撃され、口止めにこのジャムの入ったパイを食べさせた事がある。
セのクリームスープ
リーマちゃんのひいひいお婆ちゃん、ベルさん(大魔女セ)が作ったクリームスープ。見た目は何の変哲のないクリームスープだが、唯一の違いは隠し味にわちふぃーるどの香草が入っている事。何杯でも食べたくなるほどの味。ダヤンが初めて食べたわちふぃーるどの料理で、ダヤンがわちふぃーるどと深い繋がりを持ったとも、ダヤンにあった“不思議なものを招きよせる力”を呼び覚ますきっかけを作ったとも言える。
呪文のパン
大魔女セがわちふぃーるどの粉で焼いた魔法のパン。このパンを食べるとわちふぃーるどへ行く事ができる。リーマちゃんはこの方法でわちふぃーるどへ来る事ができた。滞在期間は決まっているらしく、住み着く事はできないそうである(ただし、長編小説の設定では滞在期間等はない。リーマちゃんの飼い犬のブーフはこの方法でわちふぃーるどへ住み着く事ができた)。
月のおだんご
月のおばさんが操る月をちぎって作ったお団子。いくらちぎっても月は一ヶ月に一度は満月になるから無くなる事はない。
フラッパーフリッター
月のおだんごを揚げて作ったフリッター。

### テレビアニメ
第1期
『猫のダヤン』のタイトルで、5分枠の短編テレビアニメ化された。
TOKYO MXでは2014年4月26日から毎週土曜7:00 - 7:05、MUSIC LAUNCHERでも2014年5月から2015年5月まで順次放送された。2015年8月2日よりチャンネルNECOでも放送開始。
第2期
2015年9月にアニメ公式サイトにて、テレビアニメ第2弾となる『猫のダヤン 日本へ行く』が放送開始予定である旨が発表された。2015年10月17日よりTOKYO MXにて放送開始。エムキャスでも同時配信されている。
第3期
2016年7月に発表。タイトルは『猫のダヤン ふしぎ劇場』。2016年10月よりTOKYO MX『ニャンだ?フル テレビ』にて10月1日より毎週土曜、中京テレビ『ニャンだ?フル チャンネル』にて10月9日より毎週日曜未明（土曜深夜）、ABC朝日放送にて10月7日より金曜2時台（木曜深夜）に放送されているほか、2017年4月より熊本朝日放送・愛媛朝日テレビ・広島ホームテレビにも放送エリアを拡大。また、GYAO!・U-NEXT・アニメ放題・AbemaTV・Amazonビデオ・Hulu・Rakuten TV・ニコニコチャンネル・ビデオマーケット・バンダイチャンネル・アクトビラにてインターネット配信も行われている。
第4期
2017年10月に公式サイトにて新作の放送が発表され、『猫のダヤン』のタイトルでTOKYO MX『ニャンだ?フル チャンネル』にて同月14日より放送中。
劇場アニメ
『ダヤンとジタン』のタイトルで、2019年5月10日から公開予定。ニャンだ?フルテレビで放送されている、『タマ＆フレンズ』『猫のダヤン』『にゃん旅』の三作が同時上映されるオムニバス映画『ダヤンとタマと飛び猫と～3つの猫の物語～』の一作として放映される。

#### スタッフ
- 原作 - 池田あきこ
- 監督 - 作田ハズム
- 脚本 - 安達元一（第1・2期）
- 音響監督 - 鹿志村聡
- 音楽 - 阿部隆大・持山翔子（第1・2期）→丸山公詳（第3期）
- プロデューサー - 福井政文（第1・2期）、木庭裕彰、遊佐和彦・中澤洋一（第3期）
- アニメーション制作 - 勝鬨スタジオ
- 製作 - チームダヤン（第1・2期）→わちふぃーるどライセンシング、MMDGP、サウンドホッパー、アスミック・エース（第3期）

#### 主題歌
第1期
「always giving my heart」
「STAND BY YOU」
作詞 - 倉木麻衣 / 作曲・編曲 - 徳永暁人 / 歌 - 倉木麻衣
第2・3期
「タグポーポーにのって」
作詞 - 月宮うさぎ / 作曲 - 小池雅也 / 歌 - 平山笑美

#### 放送リスト
放送日はTOKYO MXを基準とした。
| 話数        | 放送日          | サブタイトル                           |
| 第1シーズン | 第1シーズン     | 第1シーズン                            |
| ----------- | --------------- | -------------------------------------- |
| 1           | 2014年 4月26日  | ダヤン、わちふぃーるどへ               |
| 2           | 5月3日          | ダヤンの誕生日（前編）                 |
| 3           | 5月10日         | ダヤンの誕生日（後編）                 |
| 4           | 5月17日         | ダヤンのおいしいゆめ（前編）           |
| 5           | 5月24日         | ダヤンのおいしいゆめ（後編）           |
| 6           | 5月31日         | ダヤン、ふたたび赤ちゃんになる（前編） |
| 7           | 6月7日          | ダヤン、ふたたび赤ちゃんになる（後編） |
| 8           | 6月14日         | ウィザーローク（前編）                 |
| 9           | 6月21日         | ウィザーローク（後編）                 |
| 10          | 6月28日         | ダヤンのすてきな午後                   |
| 11          | 7月5日          | ピノキオの左足（前編）                 |
| 12          | 7月12日         | ピノキオの左足（後編）                 |
| 13          | 7月19日         | ダヤン、妖精になる（前編）             |
| 14          | 7月26日         | ダヤン、妖精になる（中編）             |
| 15          | 8月2日          | ダヤン、妖精になる（後編）             |
| 16          | 8月9日          | ダヤンのいちご摘み                     |
| 17          | 8月16日         | フォーンの森のファニィ                 |
| 18          | 8月23日         | 雨の木曜パーティ（前編）               |
| 19          | 8月30日         | 雨の木曜パーティ（後編）               |
| 20          | 9月6日          | 水たまりの国（前編）                   |
| 21          | 9月13日         | 水たまりの国（後編）                   |
| 22          | 10月4日         | ジタンの誕生日（前編）                 |
| 23          | 10月11日        | ジタンの誕生日（後編）                 |
| 24          | 10月18日        | ダヤンと銀の道                         |
| 25          | 10月25日        | ハロウィンの夜                         |
| 26          | 11月1日         | カシガリ山の収穫祭（前編）             |
| 27          | 11月8日         | カシガリ山の収穫祭（後編）             |
| 28          | 11月15日        | 秋晴れのタシル                         |
| 29          | 11月22日        | マージョリーノエルがやってきた（前編） |
| 30          | 11月29日        | マージョリーノエルがやってきた（後編） |
| 31          | 12月6日         | ヨールカの準備                         |
| 32          | 12月13日        | ヨールカの白いお客さん（前編）         |
| 33          | 12月20日        | ヨールカの白いお客さん（後編）         |
| 34          | 12月27日        | トロル川のリンドロン                   |
| 35          | 2015年 1月10日  | スカンクの悪巧み                       |
| 36          | 1月17日         | シームとどんぐりの兵隊                 |
| 37          | 1月24日         | オーロラの切れ端                       |
| 38          | 1月31日         | からまつ林の木鬼影鬼（前編）           |
| 39          | 2月7日          | からまつ林の木鬼影鬼（後編）           |
| 40          | 2月14日         | スリックさんのゆううつ                 |
| 41          | 2月21日         | 猫になって猫会議（前編）               |
| 42          | 2月28日         | 猫になって猫会議（後編）               |
| 43          | 3月7日          | マーシーとお父さん（前編）             |
| 44          | 3月14日         | マーシーとお父さん（後編）             |
| 45          | 3月21日         | イワン、はじめてのたび（前編）         |
| 46          | 3月28日         | イワン、はじめてのたび（後編）         |
| 47          | 4月4日          | かしこい手紙                           |
| 48          | 4月11日         | なまずの駄菓子屋（前編）               |
| 49          | 4月18日         | なまずの駄菓子屋（後編）               |
| 50          | 4月25日         | 時の流れ星                             |
| 第2シーズン |                 |                                        |
| 1           | 2015年 10月17日 | タシルの色がなくなった                 |
| 2           | 10月24日        | 空飛ぶクリオネと北海道へ               |
| 3           | 10月31日        | 赤ベコに乗って東北の祭りへ             |
| 4           | 11月7日         | ハトのバスで東京観光                   |
| 5           | 11月14日        | 大阪でお笑い                           |
| 6           | 11月21日        | 京都の出会い                           |
| 7           | 11月28日        | トロッコ列車でりんごの森へ             |
| 8           | 12月5日         | 名古屋城の黒い影                       |
| 9           | 12月12日        | 桃太郎伝説                             |
| 10          | 12月19日        | 九州で温泉巡り                         |
| 11          | 12月26日        | 沖縄の海で危機一髪                     |
| 12          | 2016年 1月9日   | タシールエニット博物館                 |
| 第3シーズン |                 |                                        |
| 1           | 2016年 10月1日  | ぼくはダヤン                           |
| 2           | 10月8日         | ジタンの妹                             |
| 3           | 10月15日        | バニラとダヤン                         |
| 4           | 10月22日        | ザリガニ床屋                           |
| 5           | 10月29日        | ダヤン画伯                             |
| 6           | 11月5日         | イワンとイス                           |
| 7           | 11月12日        | 魔女のケンカ                           |
| 8           | 11月19日        | 魔女のイタズラ                         |
| 9           | 11月26日        | 妹の面倒                               |
| 10          | 12月3日         | ロークの仕事                           |
| 11          | 12月10日        | ちがう街                               |
| 12          | 12月17日        | 猫の魅力 ねずみの魅力                  |
| 13          | 12月24日        | ダヤンの肉球                           |
| 14          | 12月31日        | 夢のくじ                               |
| 15          | 2017年 1月7日   | トリ寄せ笛                             |
| 16          | 1月14日         | ないものねだり                         |
| 17          | 1月21日         | とぼけた時計屋                         |
| 18          | 1月28日         | マーシィのエステ                       |
| 19          | 2月4日          | マーシィのエステ その2                 |
| 20          | 2月11日         | 冬のイワン                             |
| 21          | 2月18日         | はじめての猫会議                       |
| 22          | 2月25日         | ダイフククラゲ                         |
| 23          | 3月4日          | ダヤンの手紙                           |
| 24          | 3月11日         | マーシィのたんじょう日                 |
| 25          | 3月18日         | ジタンの弱点                           |
| 26          | 3月25日         | ジタンの策略                           |
| 27          | 4月1日          | 花咲かイワン                           |
| 28          | 4月8日          | 春のおまじないパン                     |
| 29          | 4月15日         | イースターのタマ                       |
| 30          | 4月22日         | ふしぎ劇場                             |
| 第4シーズン |                 |                                        |
| 1           | 2017年 10月14日 | ジタンの提案                           |
| 2           | 10月21日        | ロークをモテナス                       |
| 3           | 10月28日        | 世話焼きのマーシィ                     |
| 4           | 11月4日         | 大工のイワン                           |
| 5           | 11月11日        | シームのお手伝い                       |
| 6           | 11月18日        | フーピィのとくい技                     |
| 7           | 11月25日        | ウィリーの食卓                         |
| 8           | 12月2日         | バニラとお兄ちゃん                     |
| 9           | 12月9日         | ジタンと妹                             |
| 10          | 12月16日        | スリックさんの小言                     |
| 11          | 12月23日        | 寡黙なカドリー                         |
| 12          | 12月30日        | オットーさんの宝物                     |
| 13          | 2018年 1月6日   | マーシィとシームとお父さん             |
| 14          | 1月13日         | 月のおばさんのお土産                   |
| 15          | 1月20日         | 豆の王様の侵略                         |
| 16          | 1月27日         | 郵便局のギブとボーン                   |
| 17          | 2月3日          | シュービルさんが来る                   |
| 18          | 2月10日         | ジタンとバニラと本の世界               |
| 19          | 2月17日         | スカンクのお裾分け                     |
| 20          | 2月24日         | 酒場のハビーとワーピィ・グーピィ       |
| 21          | 3月3日          | 魔女のおしおき                         |
| 22          | 3月10日         | ザリガニ床屋の再来                     |
| 23          | 3月17日         | ダヤンの代役                           |
| 24          | 3月24日         | 赤ずきんの女の子                       |
| 25          | 3月31日         | イワンの恋路                           |
| 26          | 4月5日          | オルソンさんのいちご                   |
| 27          | 4月12日         | 風の結び目の風袋                       |
| 28          | 4月19日         | 変化のキマイラ                         |
| 29          | 4月26日         | ジタンのご褒美（前編）                 |
| 30          | 5月3日          | ジタンのご褒美（後編）                 |

### ラジオドラマ
第1期
2023年7月22日より2023年11月までABCラジオにて『ダヤンと霧の竜』が放送された。2023年10月13日よりaudiobook.jpにて配信開始。2024年2月21日にはドラマCDとして発売された。
第2期
2024年7月1日より2025年1月27日までMBSラジオにて『ダヤン、奇妙な夢をみる』が放送された。Apple Podcast、Amazon Music、Spotifyでも配信。2024年8月3日より2025年2月22日までBAY FMでもネット放送された。2025年6月25日にはドラマCDが発売される。